# Sarn
Sarn ist eine Fraktion der Gemeinde Cazis im Kanton Graubünden, Schweiz.
Bis Ende 2009 bildete sie eine eigenständige politische Gemeinde. Auf den 1. Januar 2010 fusionierten die Gemeinden Cazis, Portein, Präz, Sarn und Tartar zur neuen Gemeinde Cazis.

## Geographie
Das Haufendorf Sarn liegt in der Mitte der Region Heinzenberg und wird im Westen von einer Bergkette zwischen Tguma (2163 m ü. M.) und der Präzer Höhe (2120 m) begrenzt. Zur Gemeinde gehört die grossflächige Alp da Sarn, ein Gebiet mit etlichen Maiensässen. Vom gesamten Gemeindegebiet von 760 ha sind daher 600 ha landwirtschaftlich nutzbar. 115 ha sind von Wald und Gehölz bedeckt. Vom Rest sind 24 ha Siedlungsfläche und 21 ha unproduktive Fläche, meist Gebirge.

## Geschichte

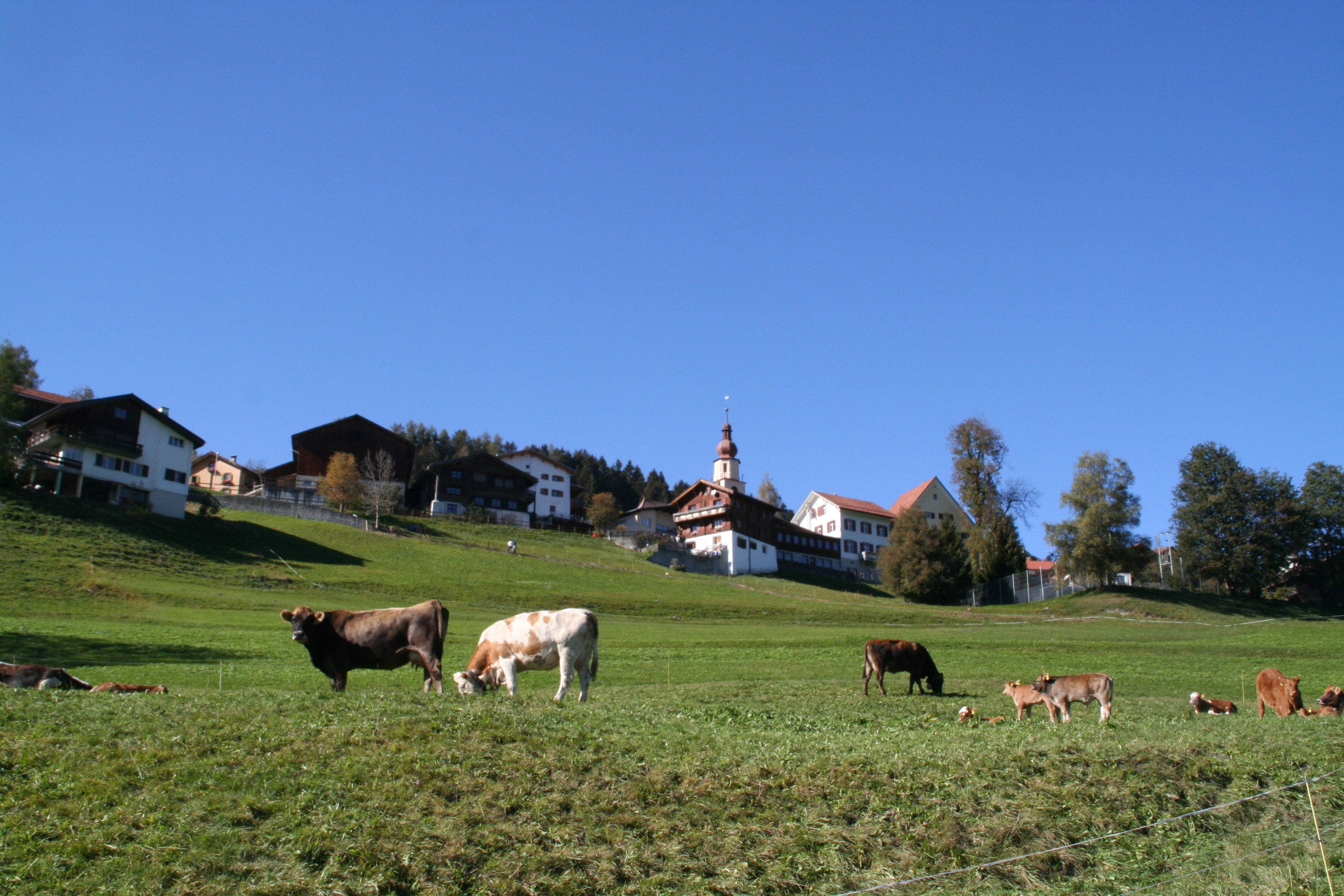
Kuhweide vor dem Dorf Sarn

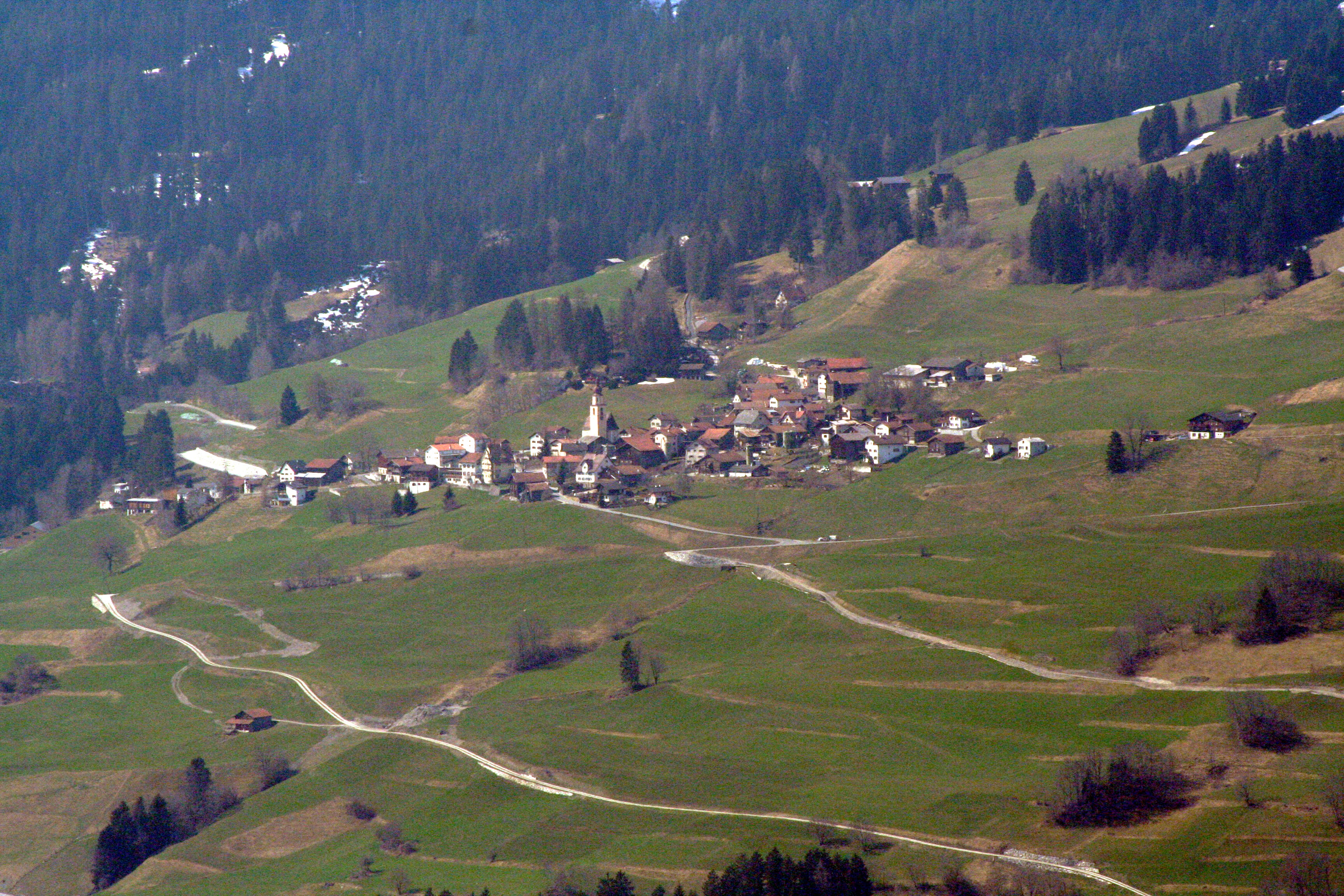
Blick auf Sarn

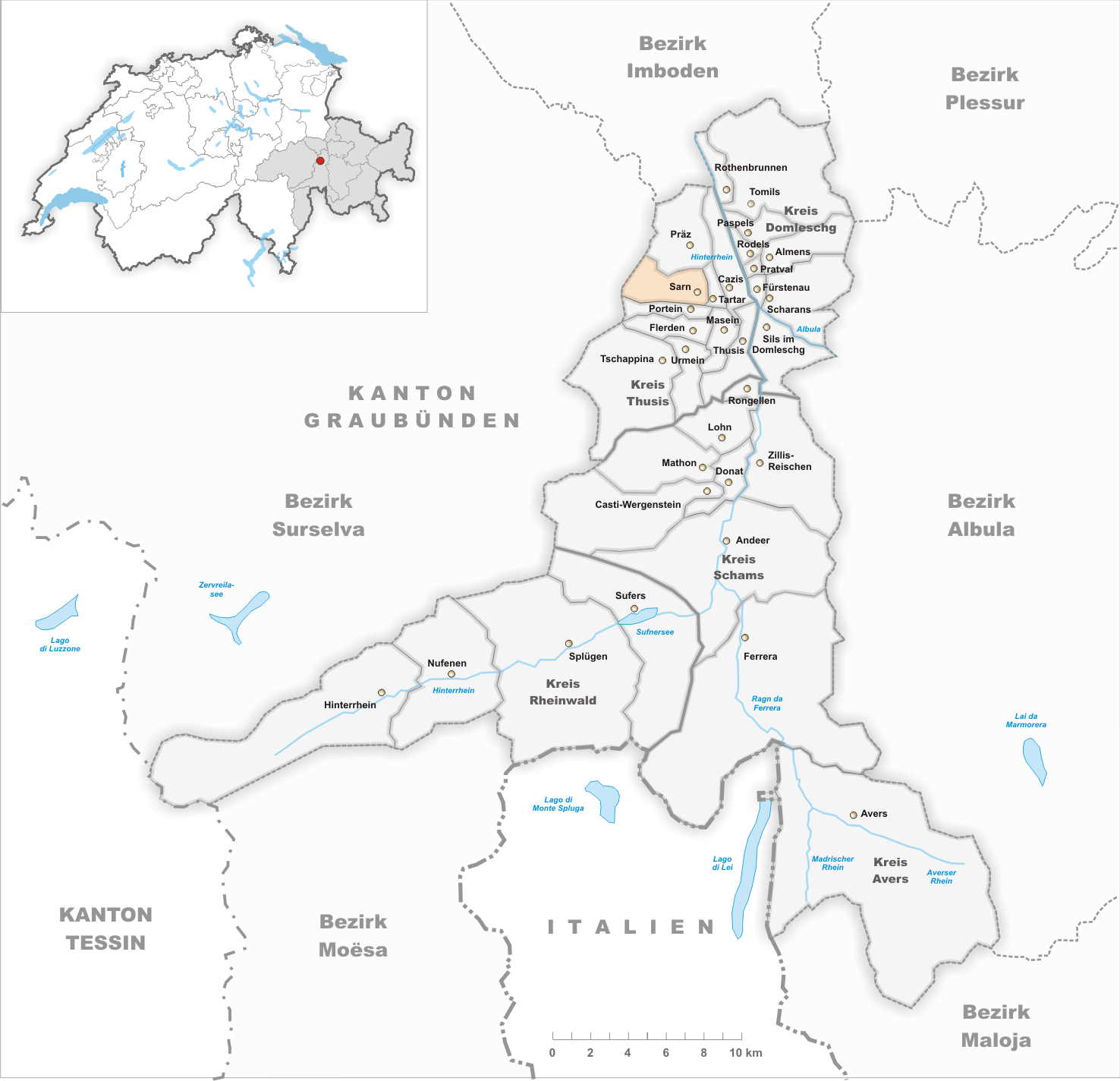
Gemeindestand vor der Fusion am 1. Januar 2010

In Sarn wurden Münzen aus der Römerzeit gefunden. 1156 wurde der Ort als Sarn erstmals erwähnt. Mitte des 12. Jahrhunderts ist ein Grosshof des Klosters Cazis mit fünf Huben belegt. 1257 besass das Kloster Churwalden Güter in Sarn. Landesherren waren bis 1337 die Vazer, dann die Werdenberger sowie die Rhäzünser, ab 1475 der Churer Bischof. Kirchlich gehörte Sarn zur Grosspfarrei Hochrialt mit der Kirche St. Johann Baptista auf Hohenrätien, nach 1505 zu Portein. Nach der Reformation 1530 bis 1540 bildete es eine Pfarrgemeinschaft mit Tartar und Portein. Die neu erbaute Kirche wird 1686 erstmals erwähnt.
Sarn war bis 1851 Nachbarschaft und Landsgemeindeort der Gerichtsgemeinde Heinzenberg und gehörte bis 2001 zum gleichnamigen Bezirk. 1709 erfolgte der Auskauf der letzten bischöflichen Rechte. Die Fahrstrasse wurde 1893/1894 gebaut. Sarn ist bekannt für eine vorzügliche Viehzucht. Nach 1976 entstand die Ferienhaussiedlung Lescha oberhalb des Dorfs mit zwei Skiliften. 2005 stellte der erste Sektor noch rund 70 Prozent der Arbeitsplätze, zum Teil in Kombination mit Nebenverdienst im Tourismus.

## Wappen
| Wappen von Sarn | Blasonierung: «In Rot ein aufgerichteter goldener (gelber) Löwe, in der linken Pranke eine goldene Waage haltend.»                                                                                          |
| Wappen von Sarn | Sarn war lange Ort der Landsgemeinde und Gerichtssitz für den Heinzenberg und führt daher das Gerichtswappen des Heinzenbergs weiter, wobei die silberne (weisse) Farbe des Löwen in Gold gewechselt wurde. |

## Bevölkerung
| Jahr      | 1850 | 1900 | 1950 | 1980 | 1990 | 2000 | 2005 | 2009 |
| Einwohner | 259  | 150  | 168  | 129  | 148  | 159  | 141  | 141  |

### Sprachen
Ursprünglich sprachen die Bewohner Sutselvisch, eine bündnerromanische Mundart. Bereits im 19. Jahrhundert begann der Sprachwechsel. Dieser erfolgte in der Zwischenkriegszeit. Gaben 1880 noch 62 % und 1910 noch 58 % Romanisch als Muttersprache an, war dieser Wert bis 1941 auf 32 % gesunken. Bis 1980 behauptete sich eine schrumpfende romanische Minderheit. Seither ist das Dorf einsprachig, Deutsch ist die einzige Behördensprache. Die Entwicklung der letzten Jahrzehnte zeigt folgende Tabelle:
| Sprachen      | Volkszählung 1980 | Volkszählung 1980 | Volkszählung 1990 | Volkszählung 1990 | Volkszählung 2000 | Volkszählung 2000 |
| Sprachen      | Anzahl            | Anteil            | Anzahl            | Anteil            | Anzahl            | Anteil            |
| ------------- | ----------------- | ----------------- | ----------------- | ----------------- | ----------------- | ----------------- |
| Deutsch       | 115               | 89,15 %           | 144               | 97,30 %           | 155               | 97,48 %           |
| Rätoromanisch | 11                | 8,53 %            | 4                 | 2,70 %            | 0                 | 0,00 %            |
| Italienisch   | 3                 | 2,33 %            | 0                 | 0,00 %            | 3                 | 1,94 %            |
| Einwohner     | 129               | 100 %             | 148               | 100 %             | 159               | 100 %             |

### Herkunft und Nationalität
Von den Ende 2005 141 Bewohnern sind 138 Schweizer Staatsangehörige.

## Sehenswürdigkeiten

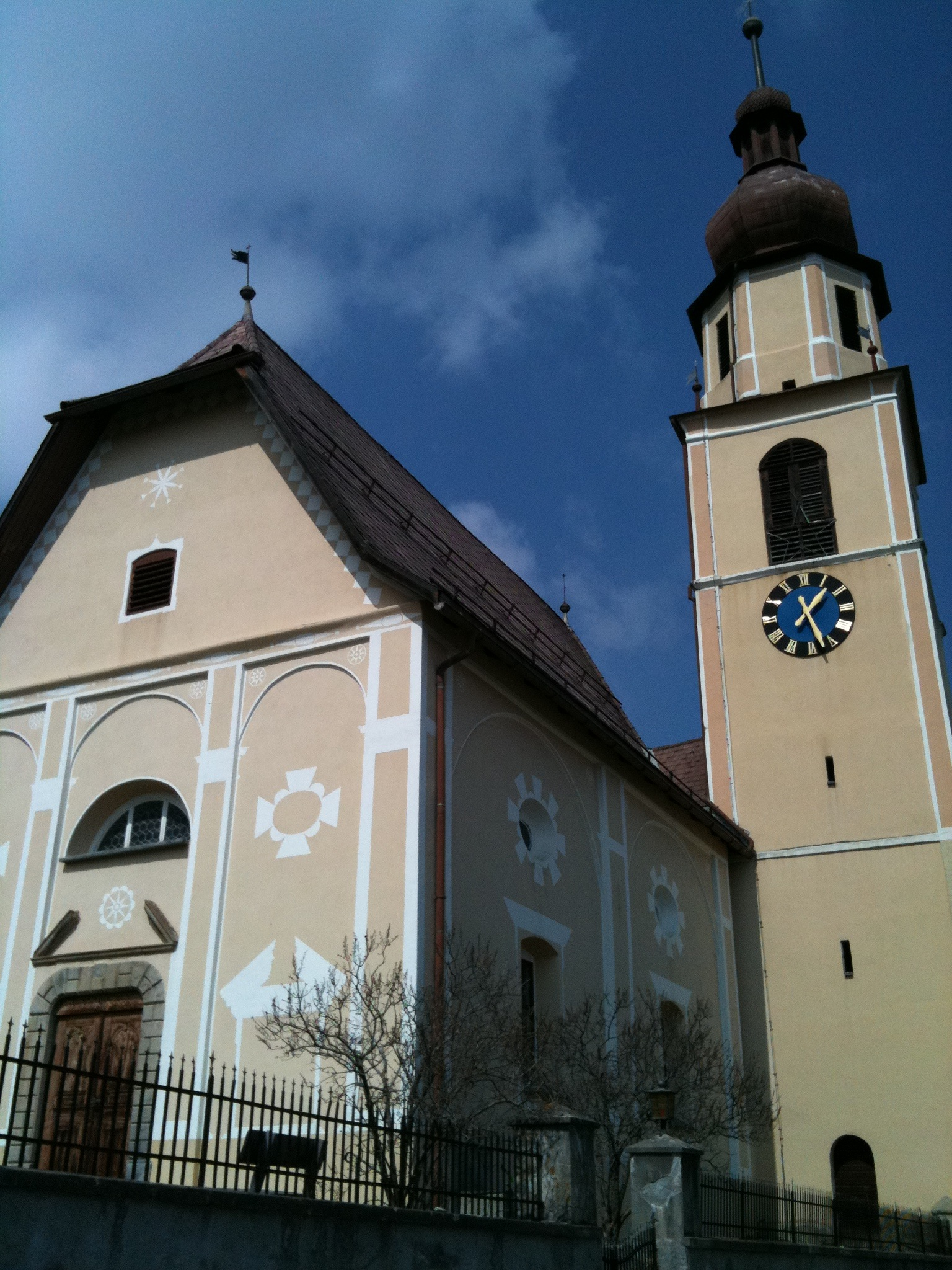
Reformierte Kirche

Unter Denkmalschutz steht die reformierte Dorfkirche.

## Persönlichkeiten
- Nina Camenisch (1826–1912), Dichterin